# John Bigler
John Bigler (8 de janeiro de 1805 - 29 de novembro de 1871) foi um advogado, político e diplomata estadunidense. Um democrata  ele serviu como o terceiro governador da Califórnia de 1852 a 1856 e foi o primeiro governador da Califórnia a completar um mandato completo, bem como o primeiro a ser reeleito. Seu irmão mais novo, William Bigler, foi eleito governador da Pensilvânia durante o mesmo período. Bigler também foi nomeado pelo presidente James Buchanan ministro dos Estados Unidos no Chile de 1857 a 1861.

## Carreira política
Ao ser eleito para a primeira sessão do Legislativo do Estado da Califórnia em 1849, Bigler desfrutou de uma rápida ascensão ao poder na Assembleia. Em um ano, Bigler foi eleito pela maioria fortemente democrata no corpo como o presidente da Assembleia em fevereiro de 1850. Agora um dos legisladores mais poderosos do estado, Bigler gozava de amplo reconhecimento de nome. Durante a epidemia de cólera em Sacramento em outubro de 1850, Bigler contraiu cólera como resultado direto de sua permanência na cidade e assistência a médicos e agentes funerários. 
Em maio de 1851, Bigler foi indicado pela convenção do Partido Democrata em Benicia como a escolha do partido para governador na primeira eleição geral da Califórnia após alcançar a condição de Estado. Challenger de Bigler, o Partido Whig 's Pierson B. Reading, ridicularizado Bigler como um rude, áspera Yankee nortista, enquanto Reading articulada-se como um cavalheiro pioneiro educado do Sul. Bigler venceu a eleição por pouco mais de mil votos, que permanece até hoje como a eleição para governador mais próxima da história da Califórnia. 

## Governador

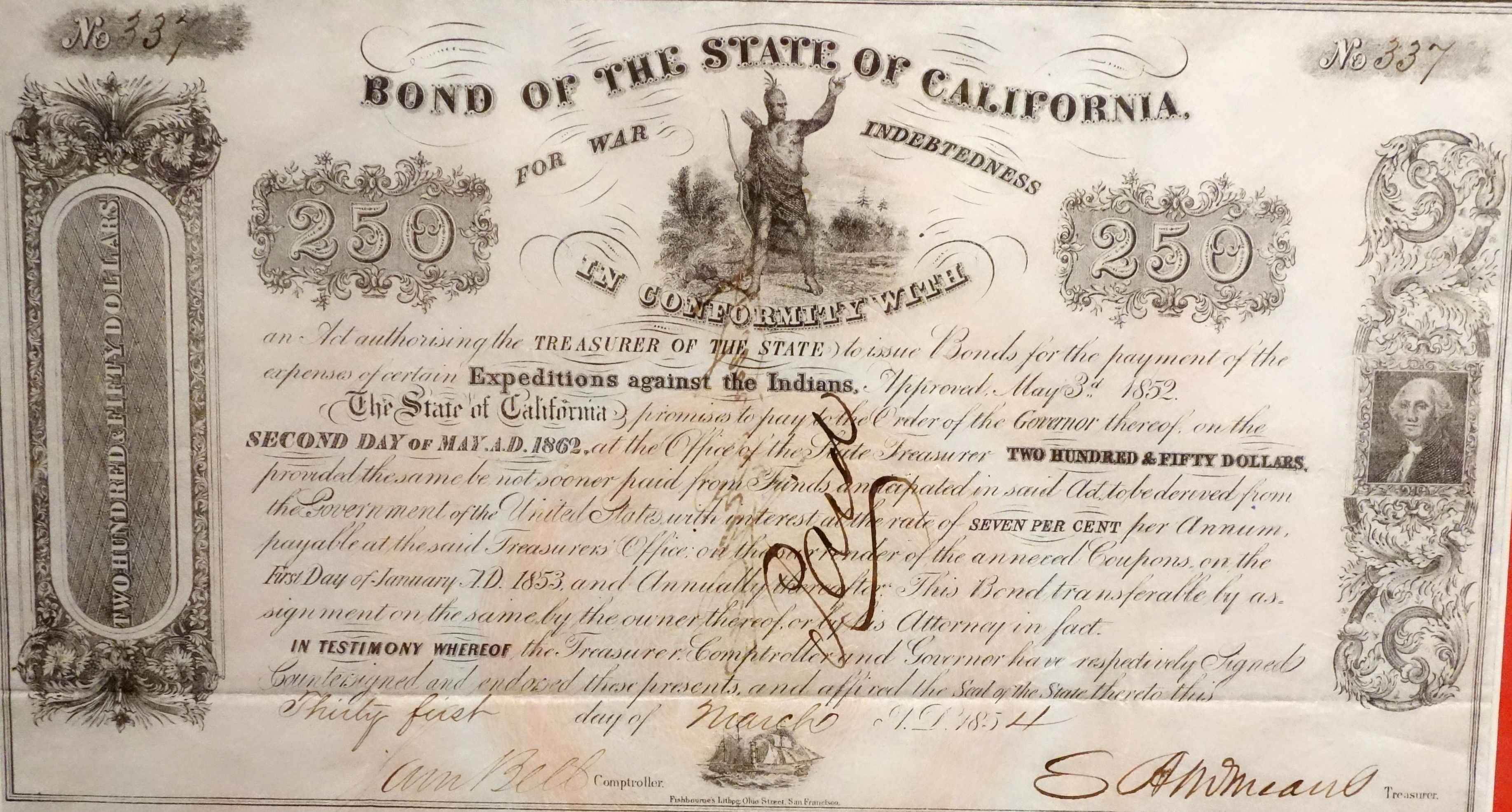
Título de "dívida de guerra" usado para pagar "Expedições contra os índios", assinado pelo governador John Bigler em 31 de março de 1854

Ao assumir o governo em 8 de janeiro de 1852, Bigler estabeleceu suas prioridades para proteger os interesses mineiros altamente lucrativos do estado do arrendamento ou monopólios externos, declarando em seu primeiro discurso de posse que esses interesses minerários deveriam ser "deixados tão livres quanto o ar que respiramos". Bigler também priorizou a industrialização da Califórnia, incentivando o investimento industrial em nome do governo estadual. Em 3 de maio de 1852, ele aprovou a emissão de títulos usados para pagar as despesas de "Expedições contra os índios", intitulados "Títulos do Estado da Califórnia por Endividamento de Guerra", assinados pelo governador John Bigler, o controlador estadual Bell e o tesoureiro estadual em 31 de março de 1854.

### Leis anti-chinesas
Bigler também promulgou uma política para impedir que os imigrantes chineses "coolie" entrassem na Califórnia. Bigler alegou que os chineses se recusaram e nunca poderiam ser assimilados pela sociedade americana, e ele também usou a disposição dos imigrantes de trabalhar por pouco pagamento como uma forma de exortar os californianos a "controlar essa maré de imigração asiática".

### Período de solo livre
A pressão também estava aumentando sobre o próprio Partido Democrata na Califórnia em relação à escravidão. Na campanha para as eleições gerais de 1853, a grande maioria dos democratas pró-escravidão do sul da Califórnia, que se autodenominavam Chivalry (mais tarde denominados democratas de Lecompton), ameaçaram dividir o estado ao meio caso o estado não aceitasse a escravidão. Bigler, junto com o ex-senador estadual e vice-governador David C. Broderick do governo anterior de McDougall, formou a facção Free Soil Democratic, inspirada no Federal Soil Party, que argumentou contra a disseminação da escravidão.

### Movendo a capital
Durante o mandato de Bigler, o governo estadual lutou para encontrar um local permanente para uma capital ou edifício do capitólio. As promessas do senador estadual Mariano Vallejo de que Vallejo era uma capital ideal não se concretizaram. Por uma miserável semana no início de 1852, a Assembleia Legislativa do Estado da Califórnia se reuniu no município, descobrindo rapidamente a falta de instalações, suprimentos e móveis. Com a sugestão de Bigler e o apoio dos líderes do governo municipal, o Legislativo se mudaria temporariamente para sua cidade adotiva de Sacramento, enquanto Vallejo continuaria a ser a capital permanente. No entanto, após problemas de enchentes em Sacramento e condições climáticas adversas em Vallejo, o Legislativo e Bigler concordaram em realocar a capital para a vizinha Benicia. As condições em Benicia também foram ruins para os burocratas do Estado. Sacramento ofereceu seus serviços novamente como capital e, em 25 de fevereiro de 1854, o governador Bigler assinou uma lei tornando Sacramento a capital da Califórnia. Com exceção de uma mudança temporária para San Francisco em 1862, enquanto Sacramento foi novamente inundada, a capital permaneceu lá desde então.
1. ↑  commons.wikimedia.org - JPG
2. ↑  «Becoming American: The Chinese Experience . Norman Asing Eyewitness | PBS». www.pbs.org. Consultado em 6 de janeiro de 2021
3. ↑  web.archive.org/